# ブラジルのサッカークラブ一覧
ブラジルのサッカークラブ一覧（-いちらん）は、ブラジルのサッカークラブのリストである。
既に記事があるものに関してはCategory:ブラジルのサッカークラブを参照されたい。
この項目はCategoryではないので、記事の無いクラブについて赤リンクのままにしておく事が出来る。記事の無いものに関しては一時的に簡単な説明を併記しておいて構わない。

## アクレ州
- リオ・ブランコ-AC
- ジュベントス-AC
- ヴァスコ-AC

## アマゾナス州
- ナシオナル-AM

## アマパー州
- サントス-AP

## アラゴアス州
- コリンチャンス-AL
- CRB
- CSA
- ASA

## エスピリトサント州
- デスポルチーヴァ-ES

## ゴイアス州
- アトレチコ・ゴイアニエンセ
- アパレシデンセ
- イツンビアラ
- ヴィラ・ノヴァ
- ゴイアス
- ルジアニア

## サンタカタリーナ州
- アヴァイ
- クリシューマ
- シャペコエンセ
- ジョインヴィレ
- フィゲイレンセ
- マルシリオ・ジアス
- メトロポリターノ

## サンパウロ州
- アウダックス
- アトレチコ・ソロカーバ
- アトレチコ・レメンセ
- アメリカ-SP
- イトゥアーノ
- インテル・ジ・リメイラ
- ウニオン・サンジョアン
- ウニオン・バルバレンセ
- オエステ
- カピヴァリアーノFC
- カタンドゥヴェンセ
- キンゼ・ジ・ジャウー
- キンゼ・ジ・ピラシカーバ
- グアラチンゲタ
- グアラニ
- グレミオ・バルエリ
- コリンチャンス
- サンカエターノ
- サント・アンドレ
- サントス
- サンパウロ
- サンベルナルド
- サンベント
- ジュベントス-SP
- スカ・ブラジル
- セルトンジーニョ
- タボン・ダ・セーハ
- ノロエスチ
- パウリスタ
- パルメイラス
- フェロヴィアリア
- レッドブル・ブラガンチーノ
- プレジデンテ・プルデンテ
- ボタフォゴ-SP
- ポルトゥゲーザ
- ポルトゥゲーザ・サンチスタ
- ポンチ・プレッタ
- マリーリア
- ミラソウ
- モジミリン
- リオ・ブランコ-SP
- リオ・プレト
- リネンセ

## セアラー州
- イカザ
- セアラー
- フォルタレーザ

## セルジッペ州
- コンフィアンサ
- セルジッペ

## トカンティンス州
- トカンチノポリス

## バイーア州
- ヴィトーリア
- ヴィトリア・ダ・コンキスタ
- ガリシア
- バイーア
- バイーア・ジ・フェイラ
- フルミネンセ・フェイラ
- レオニコ

## パラー州
- アギア・ジ・マラバ
- サンライムンド-PA
- パイサンドゥ
- レモ

## パライバ州
- カンピネンセ
- トレーゼ
- ボタフォゴ-PB

## パラナ州
- PSTC
- アトレチコ・パラナエンセ
- イラチ
- オペラリオ-PR
- コリチーバ
- パラナヴァイ
- パラナ
- ピニェイロス ※1989年解散
- マツバラ
- J・マルセーリ
- ロンドリーナ

## ピアウイ州
- リヴェル-PI
- フラメンゴ-PI
- アウト・エスポルテ-PI

## ペルナンブーコ州
- サルゲイロ
- サンタクルス
- スポルチ・レシフェ
- セントラル
- ナウチコ

## マットグロッソ州
- アトレチコ・マトグロッセンセ ※1966年解散
- クイアバ
- ジュベントゥージ-MT
- ミスト
- ルヴェルデンセ

## マットグロッソ・ド・スル州
- オペラリオ-MS
- コメルシアウ-MS

## マラニョン州
- サンパイオ・コヘイア
- マラニョン
- モト・クルブ

## ミナスジェライス州
- アメリカ-MG
- アトレチコ・ミネイロ
- イパチンガ
- クルゼイロ
- トゥピ
- トンベンセ
- ボア・エスポルチ

## リオグランデ・ド・スル州
- イピランガ・ジ・エレシン
- インテル・ジ・サンタ・マリア
- インテルナシオナル
- ヴェラノポリス
- カシアス
- カノアス
- グレミオ
- サン・ジョゼ-RS
- サンパウロ-RS
- ジュベントゥージ
- ノヴォ・アンブルゴ
- ブラジウ
- ペロタス

## リオグランデ・ド・ノルテ州
- ABC
- アメリカ-RN
- ASSU
- アレクリン

## リオデジャネイロ州
- CFZ-RJ
- アメリカーノ
- アメリカ-RJ
- アングラ・ドス・レイス
- ヴァスコ・ダ・ガマ
- ヴォルタ・レドンダ
- オラリア
- カボフリエンセ
- カンポ・グランデ
- サンクリストヴァン
- ドゥケ・ジ・カシアス
- ノヴァ・イグアス
- フラメンゴ
- フリブルゲンセ
- フルミネンセ
- ボタフォゴ
- ポルトゥゲーザ・ダ・イーリャ
- ボンスセッソ
- マカエ
- マドゥレイラ
- レゼンデ

## 連邦直轄区
- ガマ
- セイランジア
- ブラジリア
- ブラジリエンセ
- CFZ-DF

## ロライマ州
- アトレチコ・ロライマ
- サンライムンド-RR

## ロンドニア州
- ジ＝パラナ